# THOI Lakatamia FC
THOI Lakatamia FC (em grego, Ένωση Νέων ΘΟΪ Λακατάμια - transliterado: Enosis Neon ThOI Lakatamia) é uma agremiação esportiva do Chipre. Sua sede fica na cidade de Lakatamia, um subúrbio de Nicósia, a capital do país.
Atualmente disputa a inexpressiva Quarta Divisão do Campeonato de Futebol do Chipre. Manda as suas partidas no Estádio Municipal de Lakatamia, com capacidade para 3.500 torcedores. Suas cores são amarelo e azul.